# Cyclops strengus
Cyclops strengus är en kräftdjursart som beskrevs av Fischer 1851. Cyclops strengus ingår i släktet Cyclops och familjen Cyclopidae. Inga underarter finns listade i Catalogue of Life.